# مونجیانا
مونجیانا (به ایتالیایی: Mongiana) یک کومونه در ایتالیا است که در استان ویبو والنتیا واقع شده‌است.

## خصوصیات
مونجیانا ۲۰٫۷ کیلومترمربع مساحت و ۸۶۱ نفر جمعیت دارد و ۹۲۱ متر بالاتر از سطح دریا واقع شده‌است.

## نگارخانه

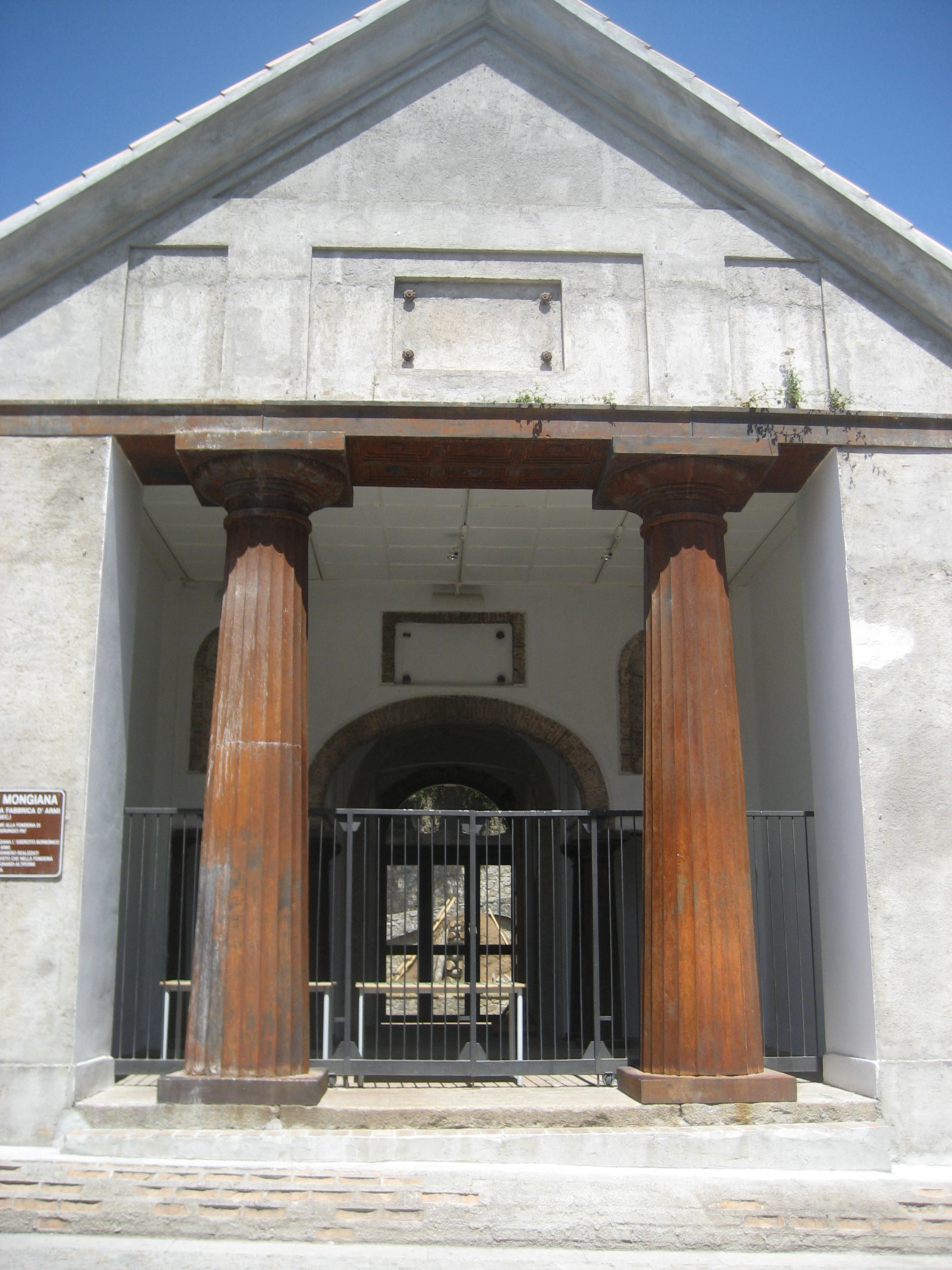
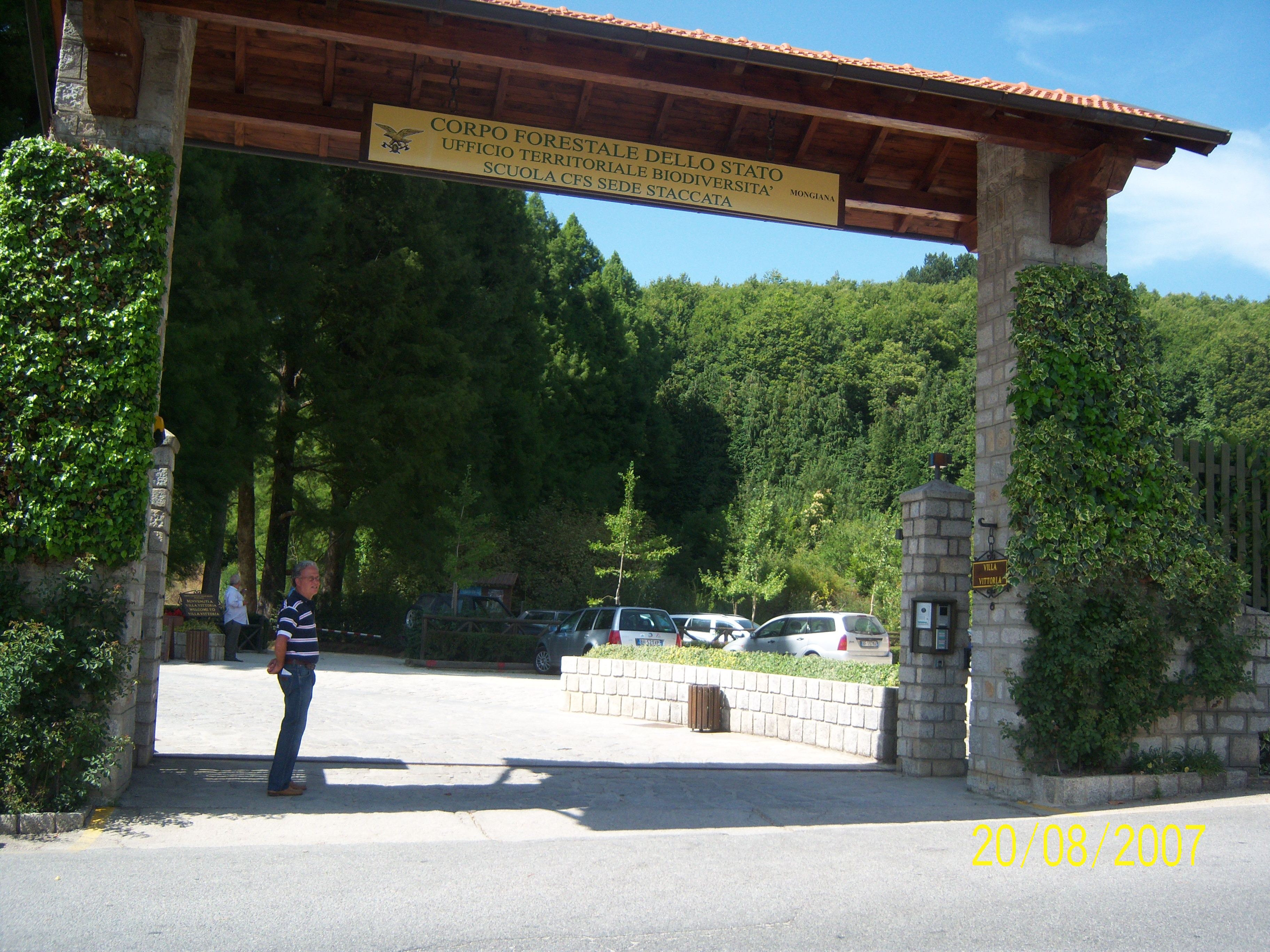
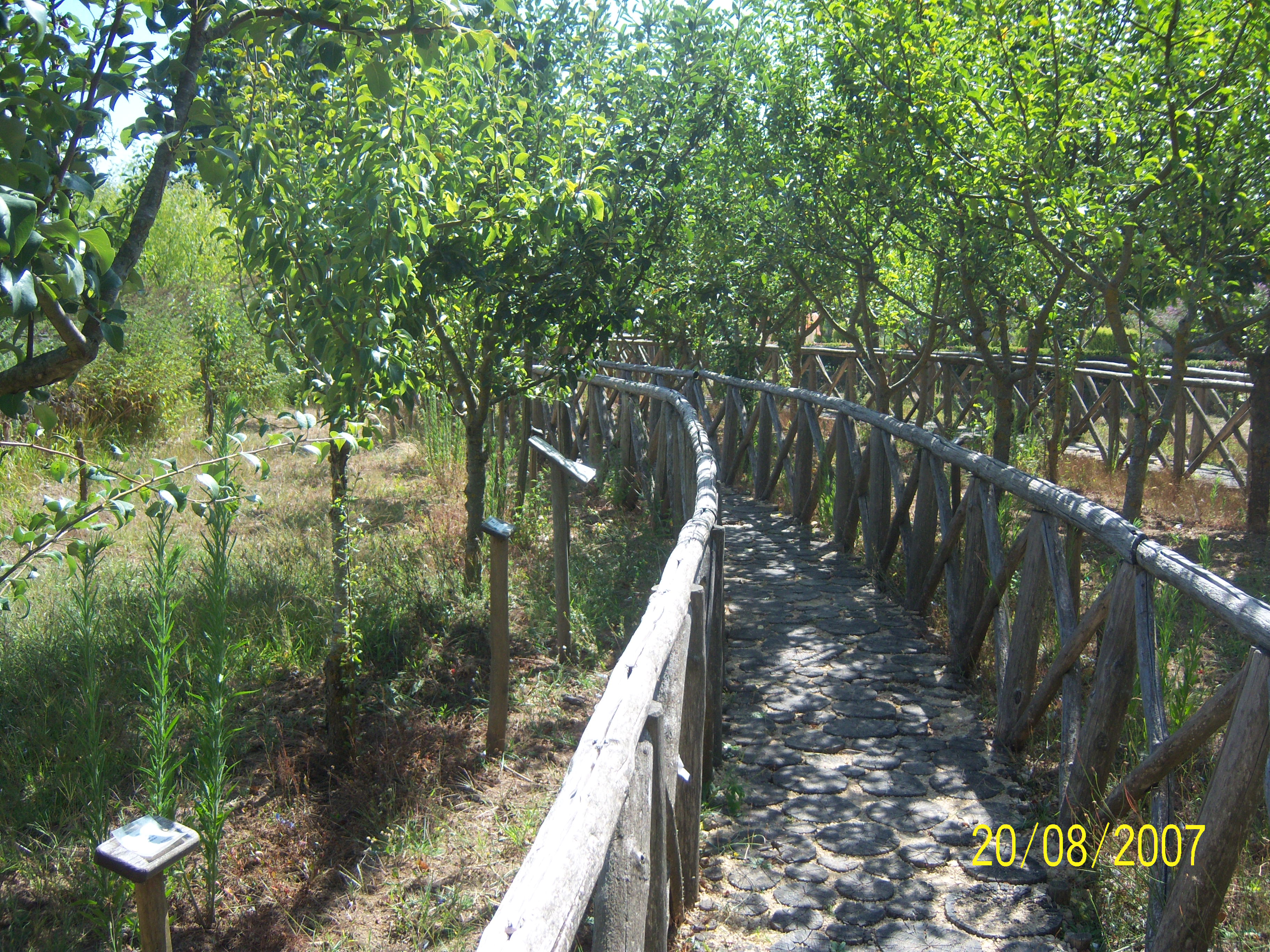
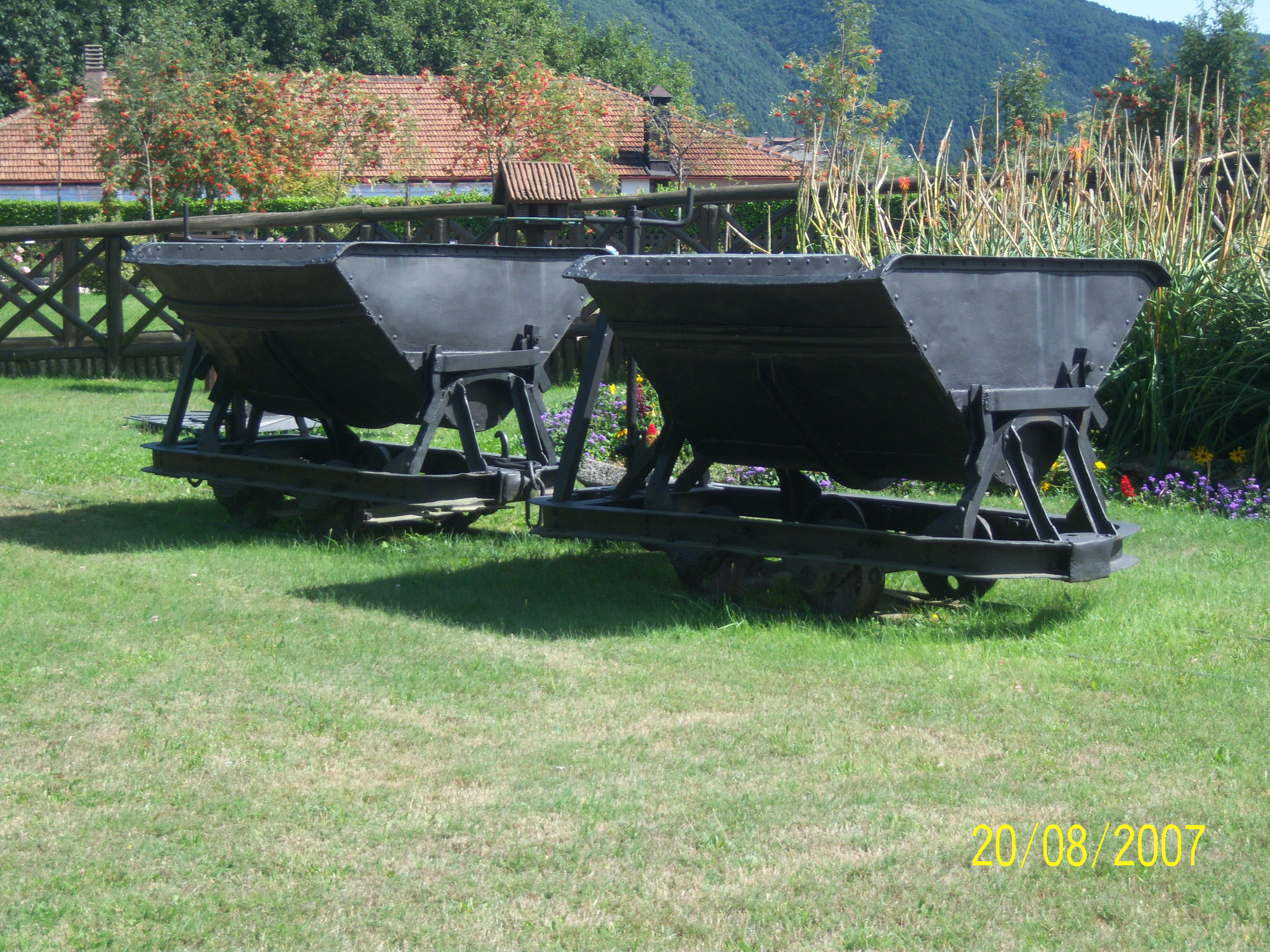
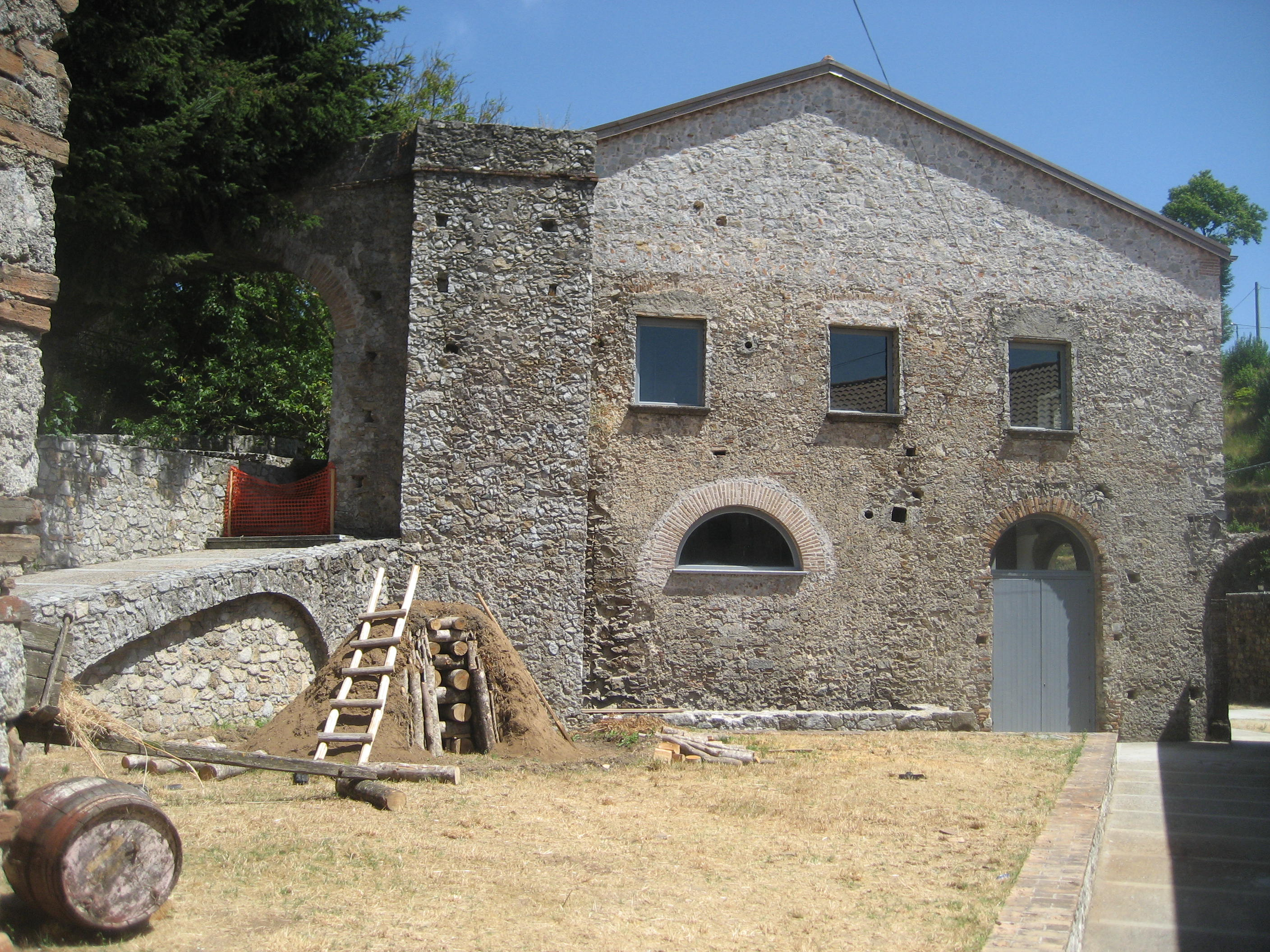
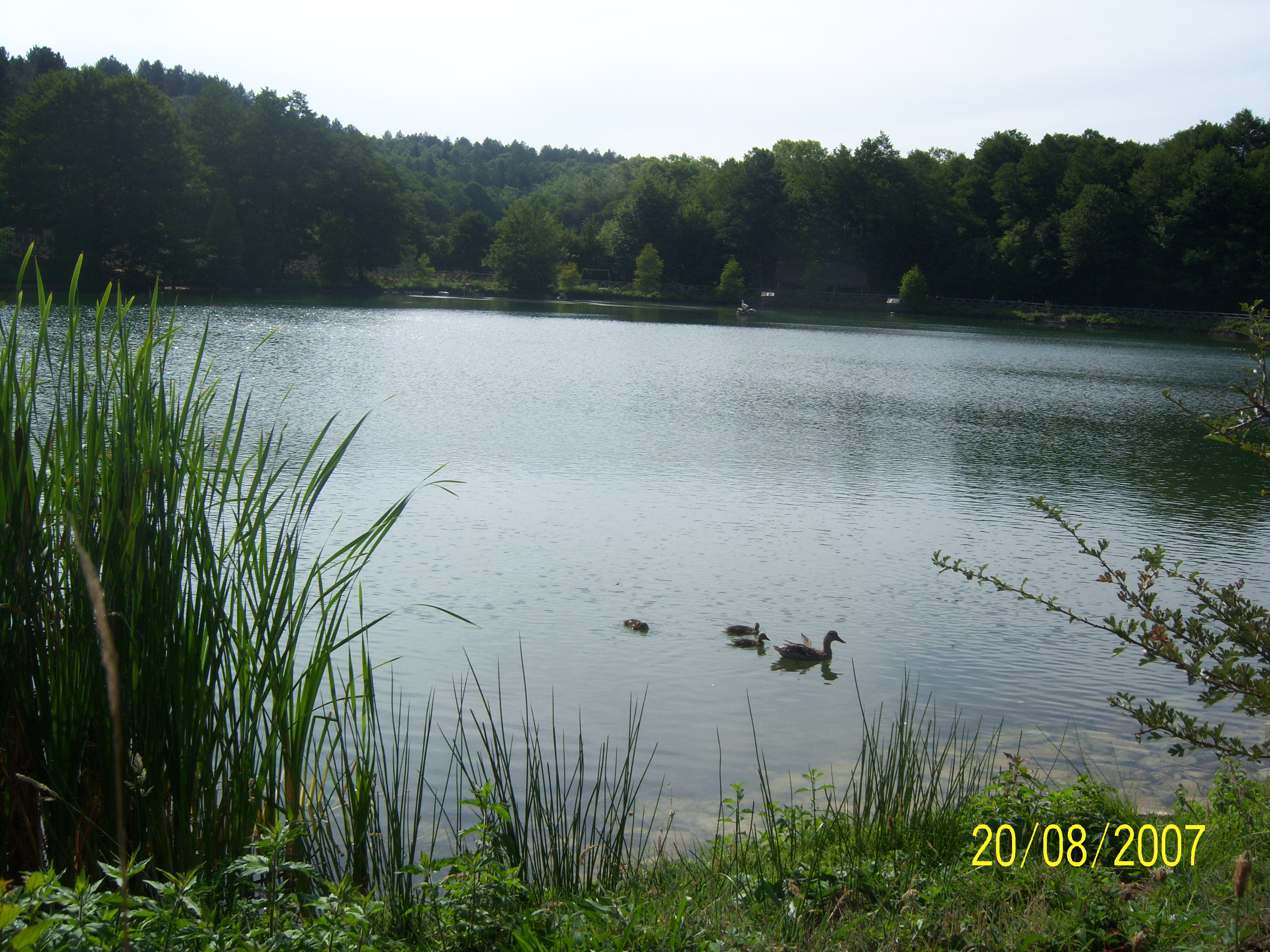
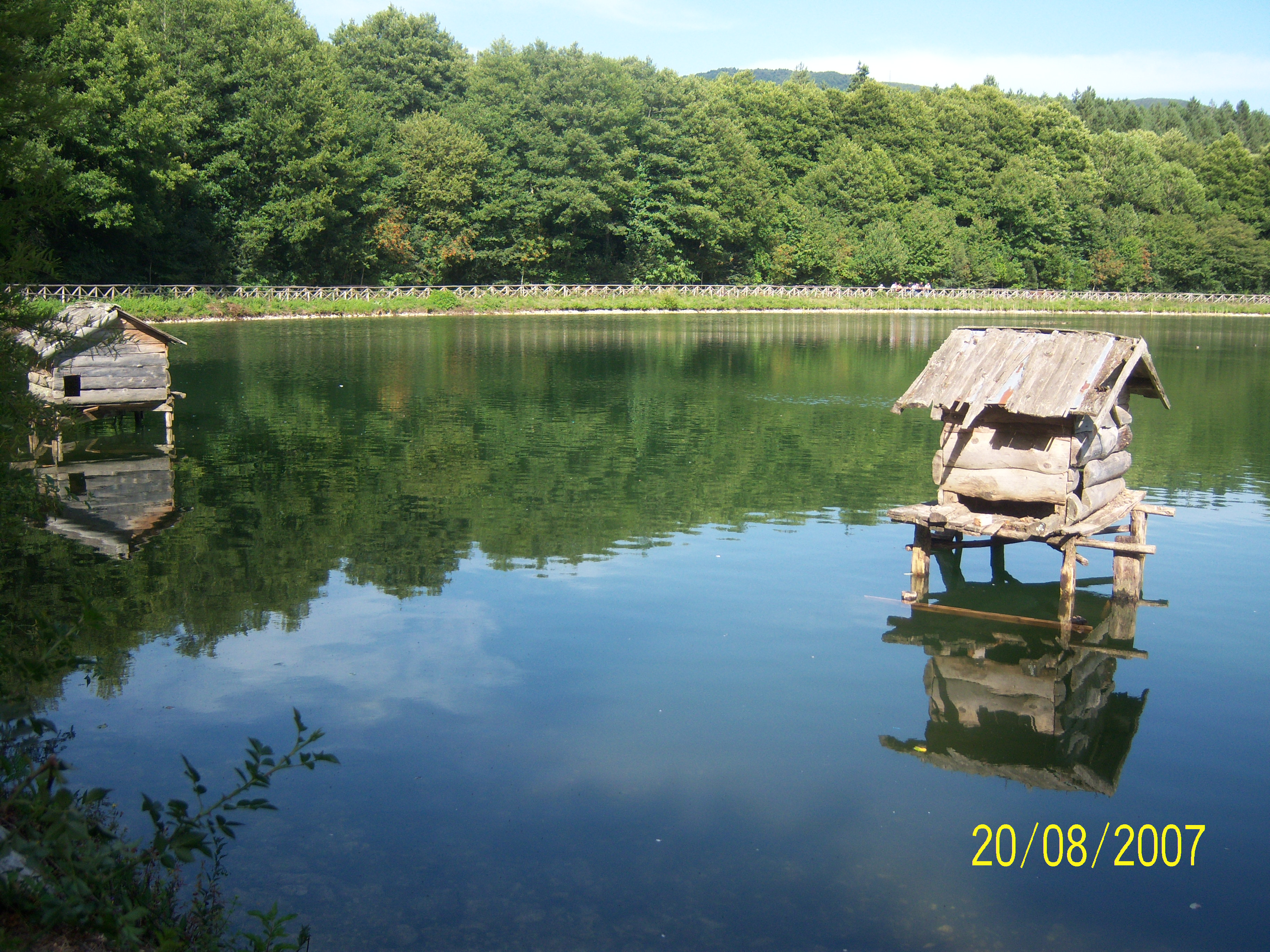
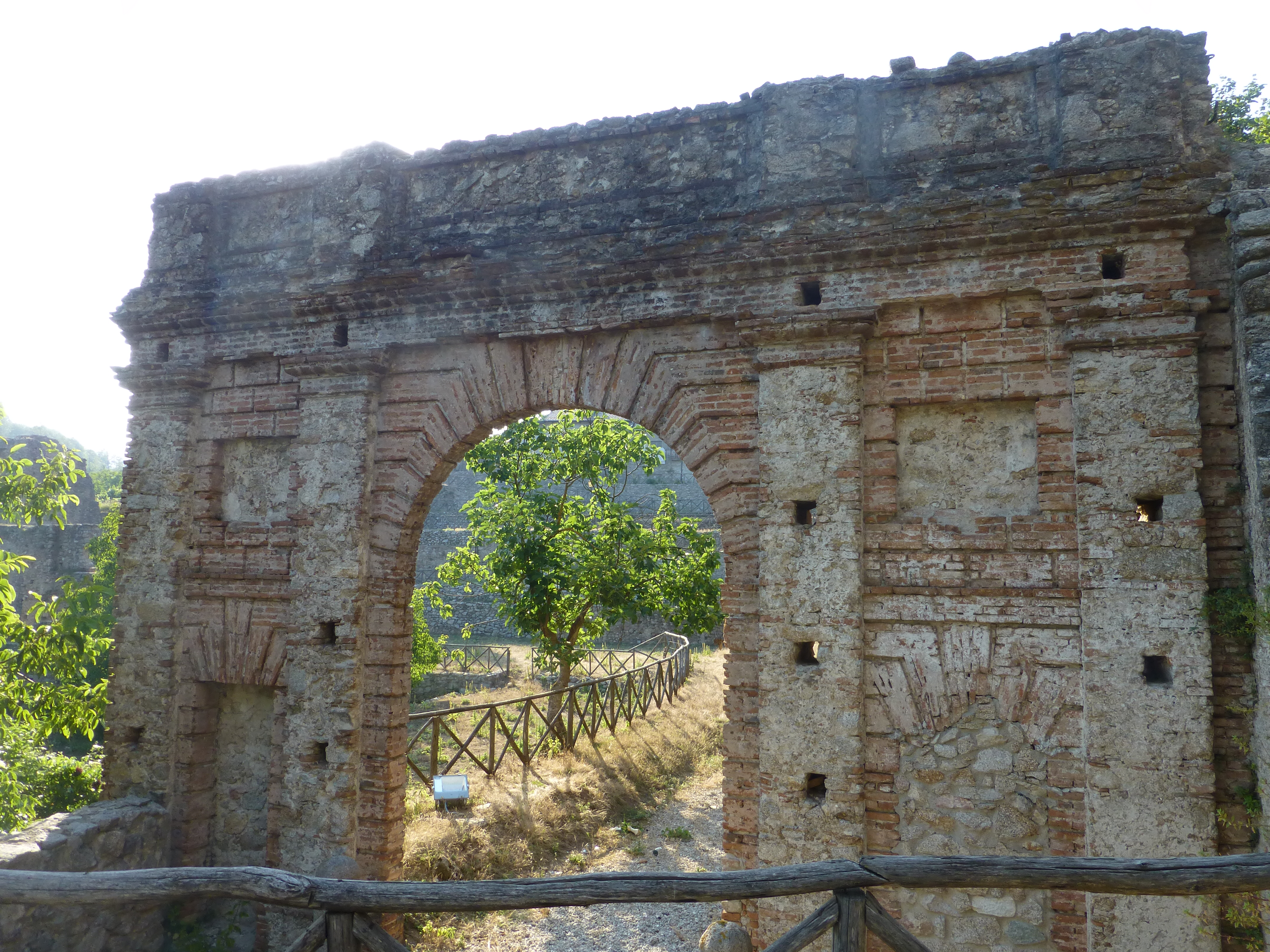
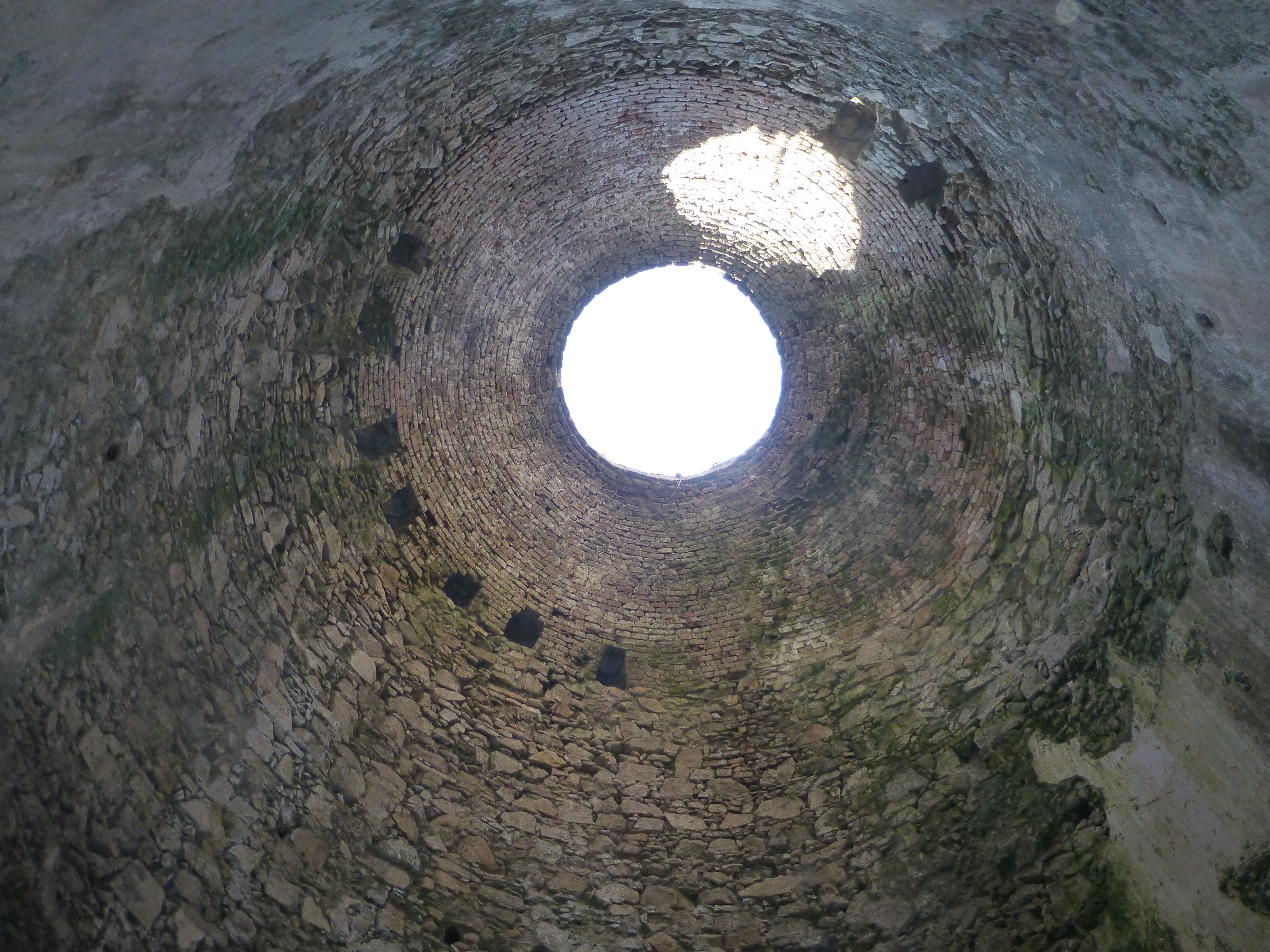
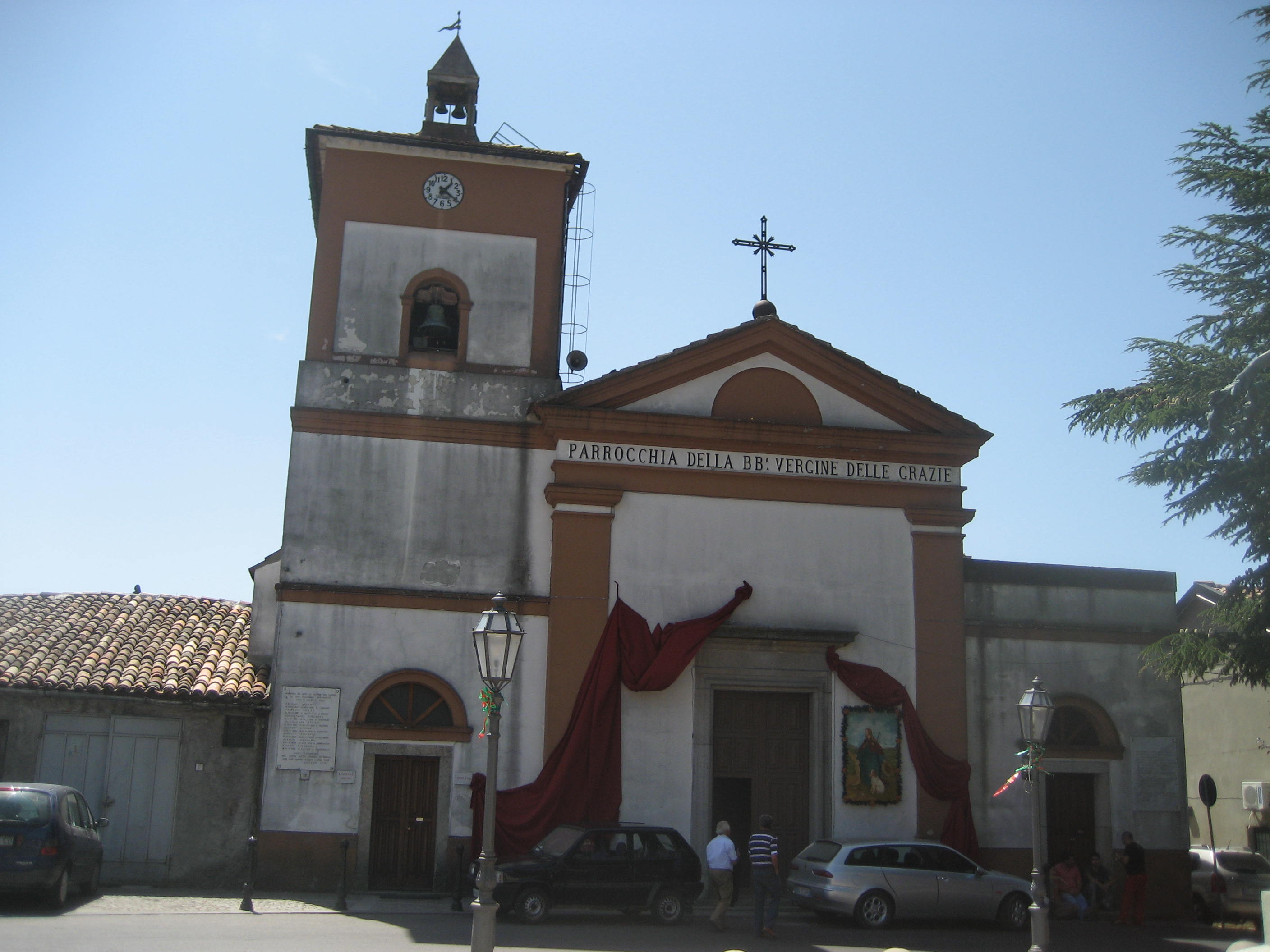